# Adem Demaçi
Adem Demaçi (Podujevo, 26 febbraio 1936 – Pristina, 26 luglio 2018) è stato un politico e scrittore kosovaro albanese, vincitore del Premio Sakharov nel 1991.
È stato Presidente del Consiglio per la Difesa dei Diritti Umani e delle Libertà del Popolo del Kosovo dal 1991 al 1995. È stato anche redattore capo di Zëri, dal 1991 al 1993, una rivista con sede a Prishtina.
Nel 1996 Demaçi è entrato in politica sostituendo Bajram Kosumi come presidente del Partito parlamentare del Kosovo.